# Basilides (bisbe)
Basilides  (en llatí Basileides, en grec antic Βασιλείδης) fou un bisbe grec de la Pentàpolis Líbia, contemporani i amic de Dionís d'Alexandria al que va dirigir algunes cartes sobre el tema "en el moment de la resurrecció de nostre Senyor, a quina hora d'aquell dia el dejuni d'abans de Pasqua hauria de cessar". Aquestes cartes s'han perdut, però les respostes de Dionís s'han conservat.
Era probablement d'origen egipci i va viure a l'entorn de la meitat del segle iii.